# Испания на летних Олимпийских играх 1924
Испания принимала участие в Летних Олимпийских играх 1924 года в Париже (Франция) в третий раз за свою историю, но не завоевала ни одной медали.

## Состав сборной
Сборную страны представляли 95 человек: 93 мужчины и 4 женщины. Они соревновались в 15 видах:
- академическая гребля
- бокс
- борьба
- водное поло
- конный спорт
- лёгкая атлетика
- парусный спорт
- плавание
- поло
- прыжки в воду
- стрельба
- теннис
- фехтование
- футбол.

Кроме видов спорта, в программу Олимпиады входили конкурсы искусств.

## Спортивные результаты

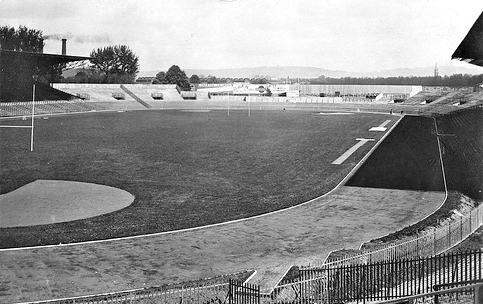
«Олимпийский стадион Ив дю Мануар» в Коломбе стал основной площадкой Олимпийских игр 1924 года.

### Бокс
Соревнования прошли с 15 по 20 июля 1924 года. Боксёр Антонио Санчес выступал в легчайшем весе (до 53,5 кг) и выбыл из борьбы в четвертьфинале, проиграв бой шведу Оскару Андрену.

### Конный спорт
Четверо наездников представляли Испанию впервые на Олимпийских играх. 
| Спортсмен                                                           | Соревнование                | Итог                    | Итог                    | Итог                    |
| Спортсмен                                                           | Соревнование                | Очки                    | Время                   | Место                   |
| ------------------------------------------------------------------- | --------------------------- | ----------------------- | ----------------------- | ----------------------- |
| Хосе Альварес де Бооркес                                            | Конкур Личное первенство    | 18,00                   | 2:31.0                  | 9                       |
| Эмилио Лопес                                                        | Конкур. Личное первенство   | не закончил выступление | не закончил выступление | не закончил выступление |
| Немесио Мартинес                                                    | Конкур. Личное первенство   | 22,00                   | 2:17.2                  | 16                      |
| Хосе Наварро                                                        | Конкур. Личное первенство   | 33,75                   | 3:02.4                  | 30                      |
| Хосе Альварес де Бооркес Эмилио Лопес Немесио Мартинес Хосе Наварро | Конкур Командное первенство | 73,75                   |                         | 8                       |

### Лёгкая атлетика
Соревнования проходили с 6 по 13 июля на стадионе «Ив дю Мануар».

## Конкурсы искусств
Включали художественные соревнования по пяти категориям: архитектура, литература, музыка, живопись и скульптура. Испанию представлял каталонский скульптор Жузеп Клара.